# Nacht der Seelen
Nacht der Seelen ist eine Oper des Komponisten Ernst Viebig aus dem Jahr 1922, zu dem die Schriftstellerin Clara Viebig, Ernst Viebigs Mutter, das Libretto gestaltet hat. Themen sind die Liebe junger Menschen und der Umgang mit ihrer Untreue. Der Stoff dieser Oper ist einem alten Schweizerischen Volksmotiv entlehnt, das von dem Schweizer Dramatiker René Morax (1873–1963) zu dem Drama La nuit de quatre temps umgeformt worden war. Dieses Werk wurde wiederum von Jakob Bosshart mit dem Titel Quatembernacht ins Deutsche übersetzt. Dieser Text ist Clara Viebig bekannt und wird von ihr zum Operntext der Nacht der Seelen umgeformt.

## Inhalt
Der junge Witwer Franz ist nach dem Tod seiner geliebten Ehefrau Veronika völlig erfüllt von Trauer. Franz weiß, dass in der Quatembernacht die büßenden Seelen in einem Zug vom Gletscher – der hier als Hölle fungiert – herunterkommen, um die Menschen, an denen sie sich versündigt haben, um Vergebung aus liebendem Herzen zu bitten. Trotz der einschlägigen Warnungen seiner Mutter steigt Franz mit einigen jungen Männern aus dem Dorf auf die Alpe. Die Mutter konfrontiert ihn mit Veronikas Untreue, was Franz zunächst nicht glauben mag und was ihn tief verletzt.
Tatsächlich aber kommt Veronika mit den Toten vom Gletscher herabgewandert. Sie erfleht von Franz Verzeihung für ihre Fehltritte. Er aber verweigert ihr die Vergebung. Am kommenden Morgen erkennt Franz vor der alten Kapelle, in der man eine Messe für die armen Seelen feiert, seine Unbarmherzigkeit und verzeiht Veronika. Hierbei findet der geistig Verwirrte den Tod.
Einige Nebenfiguren spielen ebenfalls eine Rolle: Zu nennen sind Therese, die Mutter von Franz, der Nachbar Johannes Hauser, die in Franz verliebte Wirtshausmagd Sabine und einige junge Männer aus dem Dorf, von denen Seppi die wichtigste Figur ist.

## Entstehungsgeschichte
Clara Viebig bringt von zwei Seiten her Voraussetzungen mit, um Opernlibretti zu verfassen: ihre literarische Begabung und die frühere Gesangsausbildung, die ihr Gehör bildet und sie in Kontakt mit der Welt der Musik bringt. Als ihr Sohn Ernst als Komponist, Kapellmeister und Musikkritiker reüssiert, bietet sich eine Zusammenarbeit an.
Ernst Viebig begeistert sich für nicht zuletzt aus autobiographischen Gründen für das Motiv der untreuen Liebe. Er ist gerade von seiner ersten Ehefrau verlassen worden und will sich seinen «Kummer von der Seele schreiben». Zudem fasziniert ihn der Stoff «wegen seines metaphysischen und fantastischen Gehalts». Auf der Basis des Originaltextes entwirft er «ein neues dramatisches ›Gerippe‹» und bittet seine Mutter, ihm «bei der dichterischen Endfassung für die Oper zu helfen, was sie denn auch bereitwilligst tat». Übernommen sind ästhetische und dramaturgische Momente, doch die Figuren sind reduziert und die vieraktige Handlung auf drei Akte gestrafft. Der Text insgesamt ist in Prosasprache gestaltet; lediglich die Eingangsszene und Chorpartien sind in Reimen gefasst.

## Ausgestaltung
Zu Beginn der Oper ist im Gesang der Magd Sabine der Kontrast von Liebe und Leid bereits vorgezeichnet:
«Sabine: 		Rosen blühn in meinem Garten, Lilien stehn auf meinem Grab, Heut tu ich des Liebsten warten, Morgen ich kein’ Freud mehr hab.» (S. 5)
Im Gegensatz zur poetischen, volksliedhaften Eröffnung muten andere Passagen recht derb an. Hier tritt insbesondere der Streit zwischen Franz und den jungen Männern hervor, die ihn mit Veronikas Untreue konfrontieren:
«Franz: 		Die Axt, meine Axt, ich will ihm’s Lästermaul spalten. (Sie entreißen ihm die Axt, er schlägt Jörg ins Gesicht) Du kläffender Hund!» (S. 30)
Auch der Dorfjunge Seppi, der die um Vergebung bittenden Seelen nicht ernst nimmt, pflegt eine flapsige Sprache:
«Seppi: 		Miserere, miserere, hopsa juchhei.» (S. 17)
Die Chorpartien der Frauen und der Holzfäller hingegen dienen als Rezitative zu ernsteren Themen: vom Dunkel des engen Tales, dem die Frauen nicht entkommen können (S. 49–50), was Veronikas Untreue bewirkt haben kann, und vom Todeskampf der viel zu jung Verstorbenen (S. 27 f.). Der Chor der Nonnen, der Chorus poenitentium (die Toten auf dem Gletscher) und der Chorus coelestis (die himmlischen Chöre) singen von Vergebung und von einer besseren Welt im Jenseits (vgl. S. 50, S. 38 und S. 39). Ihre Beiträge sind in gebundener Sprache gefasst, wie die Verse der Toten von der Wiederkehr auf die Erde zeigen.
«Chorus poenitentium: Wir dürfen verweilen nur flüchtige Stunden, Mit dämmerndem Morgen doch sind wir entschwunden – Noch gehört uns die Nacht. Was wir trieben auf Erden, in Tänzen, mit Kränzen Sündiger Lust, Was wir waren, das werden, ohne Freuden, In Reu und Leiden Wir noch einmal die Nacht.» (S. 35)
Ebenfalls in Reimen ist der Höhepunkt der Begegnung zwischen Franz und Veronika gefasst, in dem Veronika von Reue spricht und ihn anschließend um Vergebung bittet:
«Veronika: 	Deine Sehnsucht fühlt‘ ich in der Grabesnacht, sie hat das Dunkel noch dunkler gemacht, noch reuiger meine Reue. Meine Schuld, meine Schuld – sprich, frage mich, daß ich sie gestehe. Chorus poenitentium: Wehe, Wehe!» (S. 38)
Je nach Situation und Aussageabsicht wechselt Clara Viebig zwischen ungebundener Prosa, Versen und Reimen gewechselt. Dies ist eine Besonderheit in ihrem ansonsten aus Prosatexten bestehendem Werk.

## Aufführungen
Durch Vermittlung der mit Ernst Viebig befreundeten Sängerin Lene Orthmann erbietet sich deren Bruder Erich Orthmann, Operndirektor und Kapellmeister in Aachen, die Oper dort anzunehmen. Sie wird am 19. Mai 1922 uraufgeführt und einmal wiederholt, doch andernorts hat sie, da sie aufwendig zu inszenieren ist, keinen Erfolg.

### Spiegel der Kritiken
Das Libretto erntet in mehreren Besprechungen Lob. Ernst bescheinigt seiner Mutter, sie habe es verstanden, «die Gottheit nahe zu bringen in Natursymbolen». Weiterhin wird ihre «Geschicklichkeit im Aufbauen der Geschehnisse und der scharfen Umrahmung der einzelnen Persönlichkeiten» hervorgehoben. An anderer Stelle ist von einem knappen konzisen Textbuch die Rede, »mit prägnanten Abschlüssen, die ihrer Wirkung sicher sind.« Man bemerkt: «Klara Viebig hat den Stoff, wie es die musikalische Fassung erforderte, straffer gefasst, hat aber auch psychologisch und symbolisch vertiefend eingegriffen.» Einiges sei dramaturgisch stärker betont, anderes zurückgenommen; dadurch sei das Buch «operntechnisch so glücklich angelegt wie nur ganz wenige Libretti». Auch ist die Rede von einem «wirkungsvollen, in seinen Hauptmomenten erschütternden Operntext», bei dem «aus jedem Akt wirkungsvolle Szenen» herausragten.
Als Kritikpunkt sind «Längen und Schwächen» genannt, wobei an die «zu lange ausgedehnten Klagen der Mutter» gedacht wird. Auch Ernst Viebig bewertet die Oper insgesamt zwar als «ein begabtes, aber im ganzen schwaches Werk», mit einigen Stellen, «die aufhorchen machen», während andere Stellen sich noch zu sehr an Vorbildern wie Franz Schreker, Richard Strauss, Puccini oder Debussy orientieren.

## Ausgaben
Ernst Viebig berichtet, die Partitur der Oper sei «1933 bei der ‹Entrümpelung› oder 1945 bei der Beschießung Zehlendorfs […], zerstört» worden. Ein Exemplar der Opernpartitur ist im Nachlass Ernst Viebigs in der Bayerischen Staatsbibliothek mit eingebundenen leeren Blättern und zum Teil handschriftlichen Eintragungen, Noten und Druckschrift, erhalten, vgl. Viebig, Ernst: Nacht der Seelen. Oper in drei Akten von Clara Viebig, Musik von Ernst Viebig, Klavierauszug von Heinz Strehlen-Grobetty, Berlin-Charlottenburg: Kotzwich o. D. [1920], [202 S.].